# Discografia de Davi Sacer
Este anexo lista a discografia de Davi Sacer, um cantor brasileiro de música gospel. Consiste em cinco álbuns de estúdio, três ao vivo e três DVDs lançados pelas gravadoras Art Gospel, Som Livre e Todah Music. Os videoclipes e participações também foram incluídas.
Como integrante do Trazendo a Arca, Davi lançou seis álbuns, sendo três de estúdio (Marca da Promessa, Pra Tocar no Manto e Salmos e Cânticos Espirituais) e três ao vivo (Ao Vivo no Japão, Ao Vivo no Maracanãzinho - Volume 1 e Volume 2). No Ministério de Louvor Apascentar, Davi lançou seis discos: Toque no Altar, Restituição, Deus de Promessas, Olha pra Mim, Deus de Promessas Ao Vivo e Ao Deus das Causas Impossíveis. Fora de sua carreira solo, Davi gravou três DVDs, sendo dois no Ministério de Louvor Apascentar (Toque no Altar e Restituição e Deus de Promessas Ao Vivo) e um no Trazendo a Arca (Ao Vivo no Maracanãzinho).

## Álbuns

### Álbuns de estúdio
| Ano  | Informações do álbum                                                                            | Certificação |
| ---- | ----------------------------------------------------------------------------------------------- | ------------ |
| 2008 | Deus não Falhará - Lançamento: 22 de setembro de 2008 - Gravadoras: Art Gospel - Duração: 60:21 | Ouro         |
| 2010 | Confio em Ti - Lançamento: 2010 - Gravadoras: Art Gospel - Duração: 71:21                       | Platina      |
| 2012 | Às Margens do Teu Rio - Lançamento: 2012 - Gravadoras: Art Gospel - Duração: 70:24              | Ouro         |
| 2014 | Venha o Teu Reino - Lançamento: 2014 - Gravadoras: Som Livre - Duração: 64:42                   | Ouro         |
| 2017 | DNA - Lançamento: 2017 - Gravadoras: Som Livre - Duração: 57:37                                 |              |
| 2022 | Acústico Volume 1 - Lançamento: 2022 - Gravadora: Todah Music - Duração: 45:37                  |              |

### Álbuns audiovisuais
| Ano  | DVD | Certificação |
| ---- | --- | ------------ |
| 2011 | No Caminho do Milagre - Lançamento: 2011 - Gravadora: Som Livre - Notas: Contém extras (bastidores e cenas ao vivo excluídas do filme principal). - Duração: 144 (DVD) e 75:46 (CD) | Platina      |
| 2015 | Meu Abrigo - Lançamento: 2015 - Gravadora: Som Livre |              |
| 2019 | 15 Anos - Lançamento: 2019 - Gravadora: Som Livre |              |
| 2020 | O Encontro - Lançamento: 2020 - Gravadora: Som Livre |              |

### Compilações e Coletâneas
| Ano  | Compilações                                            | Certificação |
| ---- | ------------------------------------------------------ | ------------ |
| 2016 | Gospel Hits - Lançamento: 2016 - Gravadora: Art Gospel |              |

### Álbuns ao vivo
| Ano  | Informações do álbum                                                                               | Certificação |
| ---- | -------------------------------------------------------------------------------------------------- | ------------ |
| 2011 | No Caminho do Milagre - Lançamento: 2011 - Gravadoras: Som Livre - Duração: 144 (DVD) e 75:46 (CD) | Platina      |
| 2015 | Meu Abrigo - Lançamento: 2015 - Gravadora: Som Livre                                               |              |

### Extended plays(EPs)
| Ano  | Informações do álbum                                                            |
| ---- | ------------------------------------------------------------------------------- |
| 2022 | Davi Sacer e Amigos - Lançamento: 2022 - Gravadoras: Som Livre - Duração: 17:03 |

### Singles
| Ano                            | Single                                                         | Álbum   |      |               |     |
| ------------------------------ | -------------------------------------------------------------- | ------- | ---- | ------------- | --- |
| Ano                            | Single                                                         | Álbum   | 2017 | Acende o Fogo | DNA |
| Aleluia (feat. Verônica Sacer) |                                                                |         | 2017 |               | DNA |
| 2018                           | Deus de Promessas (feat. Simone)                               | 15 Anos |      |               |     |
| 2018                           | Tua Graça me Basta (feat. Clóvis Pinho)                        | 15 Anos |      |               |     |
| 2018                           | Restitui (feat. Ton Carfi)                                     | 15 Anos |      |               |     |
| 2018                           | Me Arrebataste (feat. Verônica Sacer)                          | 15 Anos |      |               |     |
| 2018                           | Toda Sorte de Bênçãos (feat. DJ PV)                            | 15 Anos |      |               |     |
| 2019                           | O Tempo da Promessa (feat. Ministério Atitude, Verônica Sacer) | -       |      |               |     |
| 2021                           | Tudo Podes                                                     |         |      |               |     |
| 2022                           | Foi Deus                                                       | -       |      |               |     |
| 2022                           | Deus faz Milagre                                               | -       |      |               |     |
| 2022                           | Lembra Senhor (feat. Jessé Aguiar)                             | -       |      |               |     |

## Participações especiais
| Ano  | Canção                   | Artista(s)             | Álbum                         |
| ---- | ------------------------ | ---------------------- | ----------------------------- |
| 2008 | "Tudo que Sou"           | Aliança do Tabernáculo | O Chamado                     |
| 2009 | "Compromisso"            | Regis Danese           | Faz um Milagre em Mim Ao Vivo |
| 2010 | "Não Haverá Impossíveis" | "Renascer Praise"      | Andando Sobre as Águas        |